# Stereodon resupinatus
Stereodon resupinatus là một loài Rêu trong họ Hypnaceae. Loài này được (Taylor) Braithw. mô tả khoa học đầu tiên năm 1902.